# Capa de aplicación

Pila OSI.

El nivel de aplicación o capa de aplicación es el séptimo nivel del modelo OSI y el cuarto de la pila TCP/IP.
Ofrece a las aplicaciones (de usuario o no) la posibilidad de acceder a los servicios de las demás capas y define los protocolos que utilizan las aplicaciones para intercambiar datos, como correo electrónico (POP y SMTP), gestores de bases de datos y protocolos de transferencia de archivos (FTP).
Cabe aclarar que el usuario normalmente no interactúa directamente con el nivel de aplicación. Suele interactuar con programas que a su vez interactúan con el nivel de aplicación pero ocultando la complejidad subyacente. Así por ejemplo un usuario no manda una petición «GET /index.html HTTP/1.0» para conseguir una página en html, ni lee directamente el código html/xml. O cuando chateamos con el Mensajero Instantáneo, no es necesario que codifiquemos la información y los datos del destinatario para entregarla a la capa de Presentación (capa 6) para que realice el envío del paquete.
En esta capa aparecen diferentes protocolos y servicios:

## Protocolos
- FTP (File Transfer Protocol - Protocolo de transferencia de archivos) para transferencia de archivos.
- DNS (Domain Name System - Sistema de nombres de dominio).
- DHCP (Dynamic Host Configuration Protocol - Protocolo de configuración dinámica de anfitrión).
- HTTP (HyperText Transfer Protocol) para acceso a páginas web.
- HTTPS (Hypertext Transfer Protocol Secure) Protocolo seguro de transferencia de hipertexto.
- POP (Post Office Protocol) para recuperación de [correo electrónico].
- SMTP (Simple Mail Transport Protocol) para envío de correo electrónico.
- SSH (Secure SHell)
- IMAP (Internet Message Access Protocol) para recuperación de correo electrónico.
- TELNET (TELetype NETwork) para acceder a equipos remotos.
- TFTP (Trivial File Transfer Protocol).
- LDAP (Lightweight Directory Access Protocol).
- XMPP, (Extensible Messaging and Presence Protocol) - Protocolo estándar para mensajería instantánea.
- SIP (Session Initiation Protocol).
- IRC (Internet Relay Chat) es un sistema de chat basado en texto para mensajería instantánea.

## Servicios
- Aplicaciones de Red
- www (World Wide Web).
- Enlace a capas inferiores

Esta capa contiene las aplicaciones visibles para el usuario.
Algunas consideraciones son: seguridad y cifrado, DNS (Domain Name Service)
Una de las aplicaciones más usadas hoy en día en Internet es el WWW (World Wide Web).== Servicios ==
- Aplicaciones de Red
- www (World Wide Web).
- Enlace a capas inferiores

Esta capa contiene las aplicaciones visibles para el usuario.
Algunas consideraciones son: seguridad y cifrado, DNS (Domain Name Service)
Una de las aplicaciones más usadas hoy en día en Internet es el WWW (World Wide Web).www.elioficialac4 fraceselioficialac4Com
Telefram +527731047534